# Пуласки (окръг, Арканзас)
Окръг Пуласки (на английски: Pulaski County) е окръг в щата Арканзас, Съединени американски щати. Площта му е 2093 km², а населението – 382 748 души (2010). Административен център е град Литъл Рок.